# アイアキデス

古代のエピロス

アイアキデス (ギリシア語: Aἰακίδης、ラテン文字表記: Aiakidis、英語: Aeacides、 ? - 紀元前313年) は、エピロス王 (在位：紀元前331年 - 紀元前316年、紀元前313年) 。アリュバス王の息子で、アルケタス1世の孫である。

## 家族
アイアキデスは、ファルサロスのメノンの娘プティアと結婚し、息子ピュロスと二人の娘デイダメイア (en:Deidamia I of Epirus、マケドニア王デメトリオス1世の3番目の妃) とトロイアスをもうけた。

## 治世
アイアキデスは、イタリアで殺害された彼の従兄弟アレクサンドロス1世の死によってエピロスの王位を継いだ（紀元前331年のできごと#イタリア）。
紀元前317年、彼は従姉妹オリュンピアスとまだ5歳のアレクサンドロス4世（アレクサンドロス大王の母と息子）の復権のため、ポリュペルコンを助けマケドニアに赴いた。翌年、彼はカッサンドロスに追い詰められたオリュンピアスを助けて進軍したが、しかしエピロスの人々はこれを嫌い、アイアキデスに対して立ち上がり、彼を王国から追放した。その時たった2歳のピュロスには忠実な家臣たちによる破壊から守ることは難しかった。しかし、マケドニアの支配も嫌ったエピロスの人々は、紀元前313年にアイアキデスを呼び戻した。カッサンドロスは直ちに彼に対抗して弟ピリッポスのもとに援軍を送り、同年中にアイアキデスはピリッポスと二度戦って敗れ、ついには彼は殺害された。